# Baculipalpus oconnori
Baculipalpus oconnori es una especie de coleóptero de la familia Oedemeridae.

## Distribución geográfica
Habita en Nueva Zelanda.